# Dienst voor LegerContacten
De Dienst voor LegerContacten (DLC) was een Nederlands-Indische voorlichtingsdienst die werd opgericht bij beschikking van 1 april 1947 nr 3282/IA van het Hoofdkwartier van de Adjudant-Generaal, waarbij de Leger Voorlichtingsdienst tegelijk in deze nieuwe organisatie werd ingepast. De dienst was in Batavia gevestigd en ressorteerde organisatorisch onder het Kabinet van de Legercommandant, het hoofd van dienst stond onder de directe bevelen van de legercommandant.
Achtereenvolgens waren met de leiding belast: Ltn-kol J.J.F. Borghouts tot eind 1947, reserve lnt. kol. W.C. Koenders vanaf eind 1947 tot de opheffing in juli 1950. Majoor F.J. Drost was plaatsvervangend hoofd DLC.
De DLC werd op 22 juli 1950 opgeheven, toen het toenmalige hoofd, Lt. kol. W. Koenders, diens taak en 'bijbehorende materialen' overdroeg aan kol. Wijono Surjokusumo, hoofd van de Bagian Penghubung Masjarakat Angkatan Perang Kementerian Pertahanan, de militaire voorlichtingsdienst van de Republik Indonesia Serikat.

## Taken
De dienst kreeg tot taak:
InternVoorlichting van de onder het legercommando in Nederlands-Indië ressorterende troepen en diensten omtrent de militaire en politieke gebeurtenissen, alsmede onderwerpen van algemene aard, waarbij de wijze van voorlichting ingesteld diende te zijn op het streven naar ontwikkeling en verruiming van het gezichtsveld van de militair, zonder daarbij het karakter te dragen 'beleerend' te willen zijn of het terrein te betreden van de Dienst
VormingDe voorlichting diende de morele eigenschappen van de militair te stimuleren door hem te doordringen van de geestelijke waarde welke aan de taak en de roeping van de weermacht voor land en volk ten grondslag liggen.
ExternVoorlichting naar 'buiten' omtrent doel, streven en verrichtingen van en de belangrijkste gebeurtenissen in het leger.
Bovendien had de dienst de taak de technische aspecten en vormgeving van alle publicaties en visuele en auditieve uitingen te verzorgen.
Instructies voor fotografen: https://commons.wikimedia.org/wiki/File:DLC_instructie_voor_de_fotografen_(1949).pdf

## Middelen
Als middelen tot uitvoering van deze taak werden in genoemde beschikking vermeld: het uitgeven van mededelingen, voorlichtingsbulletins en een weekblad voor de militaire gemeenschap, het samenstellen van persoverzichten ten behoeve van militaire autoriteiten, het verzorgen van  radio-uitzendingen voor de troepen, vervaardiging en verspreiding van films, aanstelling van persofficieren bij de diverse onderdelen, voorlichting geven aan en contacten leggen met de binnen- en buitenlandse pers. Voor de afstemming van persaangelegenheden was aan het Hoofdkwartier van de Adjudant-Generaal een speciale persofficier verbonden met wie het hoofd DLC zich diende te verstaan.
Ten aanzien van het beleid en de werkwijze van de DLC wordt in het boek de Gecensureerde Oorlog van Louis Zweers uitgebreid op deze onderwerpen ingegaan.

## Het archief
Het archief van de DLC is slechts gedeeltelijk naar Nederland overgebracht. In maart 1950 werd een deel van de fotocollectie en het archief in een aantal houten kisten met het motorschip Heinselmans van Batavia naar Den Haag verzonden.
Het thans in het Nationaal Archief aanwezige inventaris beslaat de periode 1946-1950 en bestaat uit drie onderdelen:
1. een serie -van naar schatting 10.000- afdrukken van foto's, meest opgeplakt op kaarten en voorzien van beschrijvingen en vermeldende volg- of negatiefnummers, afkomstig van de Sectie Film- en Fotodienst van de DLC. De foto's uit 1946 -van voor de oprichting van de DLC- zijn afkomstig van haar voorganger: de Leger Voorlichtingsdienst [zie toegang: 2.24.04.01];
2. het archiefdeel bestaande uit twee dossierseries [is toegang: 2.10.53.02];
3. een serie nitraat-negatieven, naar schatting 6.000 stuks, deels geordend op negatiefnummer [bij digitalisering bleken het er ca. 8000 te zijn, zie toegang 2.24.04.02].
4. Een, in 2002, in het depot van het Nationaal Archief aangetroffen serie negatiefstroken en losse negatieven met ca. 19.500 opnamen [zie 2.24.04.03]
In 1962 werd het bestand door het Ministerie van Defensie aan het Algemeen Rijksarchief [nu Nationaal Archief] overgedragen.
Het grootste deel (34.846) foto's en negatieven uit het archief van de sectie Film- en Fotodienst zijn (2021) gedigitaliseerd, beschreven en toegankelijk in het Nationaal Archief.